# داریو سرنا
داریو سرنا (کرواتی: Darijo Srna؛ زادهٔ ۱ مهٔ ۱۹۸۲) بازیکن فوتبال پیشین اهل کرواسی است.
وی برای تیم ملی کرواسی ۱۳۴ بازی انجام داده و ۲۲ گل به ثمر رسانده‌است. پست تخصصی این بازیکن نیز، دفاع راست است. او رکورددار بیشترین تعداد بازی در تاریخ تیم ملی کرواسی بود. این رکورد در مارس ۲۰۲۱ توسط لوکا مودریچ شکسته شد.  او همچنین دارای بیشترین بازی در تاریخ شاختار دونتسک نیز می‌باشد، به همین دلیل او را جز اساطیر این باشگاه به حساب می‌آورند. او با توجه به پیشنهادهایی که از بایرن مونیخ و چلسی داشت آن‌ها را رد کرد تا وفاداری خود را به این باشگاه نشان دهد.